# Mujriddin Tilovov
Mujriddin Tilovov (1 de julio de 1994) es un deportista uzbeko que compite en judo. Ganó dos medallas de bronce en el Campeonato Asiático de Judo, en los años 2017 y 2022.

## Palmarés internacional
| Campeonato Asiático | Campeonato Asiático    | Campeonato Asiático | Campeonato Asiático |
| Año                 | Lugar                  | Medalla             | Categoría           |
| ------------------- | ---------------------- | ------------------- | ------------------- |
| 2017                | Hong Kong (China)      | Medalla de bronce   | –60 kg              |
| 2022                | Nursultán (Kazajistán) | Medalla de bronce   | –66 kg              |